# Sofia Open 2023
Il Sofia Open 2023 è stato un torneo di tennis professionistico  che si è giocato su campi di cemento indoor. È stata la 8ª edizione del torneo facente parte della categoria ATP Tour 250 nell'ambito dell'ATP Tour 2023. Si è disputato all'Arena Armeec di Sofia, in Bulgaria, dal 6 all'11 novembre 2023.

## Partecipanti

### Teste di serie
| Nazionalità | Giocatore          | Ranking | Testa di serie* |
| ----------- | ------------------ | ------- | --------------- |
| Italia      | Lorenzo Musetti    | 22      | 1               |
| Francia     | Adrian Mannarino   | 25      | 2               |
| Germania    | Jan-Lennard Struff | 27      | 3               |
| Argentina   | Sebastián Báez     | 29      | 4               |
| Australia   | Alexei Popyrin     | 39      | 5               |
| Australia   | Max Purcell        | 43      | 6               |
| Austria     | Sebastian Ofner    | 44      | 7               |
| Ungheria    | Márton Fucsovics   | 52      | 8               |
| Serbia      | Miomir Kecmanović  | 53      | 9               |

* Ranking al 30 ottobre 2023.

### Altri partecipanti
I seguenti giocatori hanno ricevuto una wildcard per il tabellone principale:
- Cem İlkel
- Aleksandăr Lazarov
- Dimităr Kuzmanov

I seguenti giocatori sono entrati in tabellone passando dalle qualificazioni:

- Térence Atmane
- Billy Harris
- Vitalij Sačko
- Marc-Andrea Hüsler

Il seguente giocatore è entrato in tabellone come lucky loser:
- Nicolas Moreno de Alboran

### Ritiri
Prima del torneo
- Alejandro Davidovich Fokina → sostituito da  Fábián Marozsán
- Laslo Đere → sostituito da  Jurij Rodionov
- Tomás Martín Etcheverry → sostituito da  Hamad Međedović
- Taylor Fritz → sostituito da  Zsombor Piros
- Sebastian Korda → sostituito da  Jack Draper
- Mackenzie McDonald → sostituito da  Albert Ramos Viñolas
- Ben Shelton → sostituito da  Christopher O'Connell
- Frances Tiafoe → sostituito da  Maximilian Marterer
- Aleksandar Vukic → sostituito da  Roberto Carballés Baena
- Alexei Popyrin → sostituito da  Nicolas Moreno de Alboran

## Partecipanti al doppio

### Teste di serie
| Nazionalità | Giocatore         | Nazionalità | Giocatore       | Ranking1 | Testa di serie |
| ----------- | ----------------- | ----------- | --------------- | -------- | -------------- |
| Belgio      | Sander Gillé      | Belgio      | Joran Vliegen   | 50       | 1              |
| Stati Uniti | Nathaniel Lammons | Stati Uniti | Jackson Withrow | 51       | 2              |
| Regno Unito | Julian Cash       | Croazia     | Nikola Mektić   | 80       | 3              |
| Austria     | Alexander Erler   | Austria     | Lucas Miedler   | 83       | 4              |

* Ranking al 30 ottobre 2023.

### Altri partecipanti
Le seguenti coppie di giocatori hanno ricevuto una wildcard per il tabellone principale:
- Aleksandăr Donski /  Aleksandăr Lazarov
- Janaki Milev /  Petăr Nesterov

La seguente coppia di giocatori è entrata in tabellone come alternate:
- Íñigo Cervantes /  David Vega Hernández

### Ritiri
Prima del torneo
- Máximo González /  Andrés Molteni → sostituiti da  Íñigo Cervantes /  David Vega Hernández
- Marcel Granollers /  Horacio Zeballos → sostituito da  Nikola Ćaćić /  Philipp Oswald
- Mackenzie McDonald /  Marcelo Melo → sostituiti da  Evan King /  Reese Stalder
- Max Purcell /  Jordan Thompson → sostituito da  Max Purcell /  John-Patrick Smith

## Campioni

### Singolare
Adrian Mannarino ha sconfitto in finale  Jack Draper con il punteggio di 7-6(6), 2-6, 6-3.
• È il quinto titolo in carriera per Mannarino, il terzo in stagione.

### Doppio
Gonzalo Escobar /  Oleksandr Nedovjesov hanno sconfitto in finale  Julian Cash /  Nikola Mektić con il punteggio di 6-3, 3-6, [13-11].